# Trichomycterus migrans
Trichomycterus migrans és una espècie de peix de la família dels tricomictèrids i de l'ordre dels siluriformes.

## Morfologia
Els mascles poden assolir els 4,2 cm de llargària total.

## Distribució geogràfica
Es troba a la conca del riu Orinoco a Colòmbia.